# Castell de Tona
De l'antic castell de Tona resta només actualment una torre de defensa assentada directament damunt la roca. És de base quadrada, coberta amb volta de canó, que fa 4,85 x 5,10 m. Altura mitjana exterior de 7,5 m i gruix de mur de 2,30 m. S'ha dit que potser es tractava d'una torre d'origen romà, ja que molt a la vora d'aquest indret passava una via romana que unia la Plana de Vic amb Barcelona. Situat dalt d'un turó de cim pla i extens, tocant al nucli urbà de la població, el castell està emplaçat a la punta nord-oriental. Es domina una extraordinaria panoràmica vers el Montseny, Collsuspina i Muntanyola.

## Descripció
El castell i l'església de Sant Andreu es troben en un turó sobre la vila de Tona. Una pista en permet l'accés des de l'antiga església de Santa Maria del Barri, ara santuari de la Mare de Déu de Lorda.

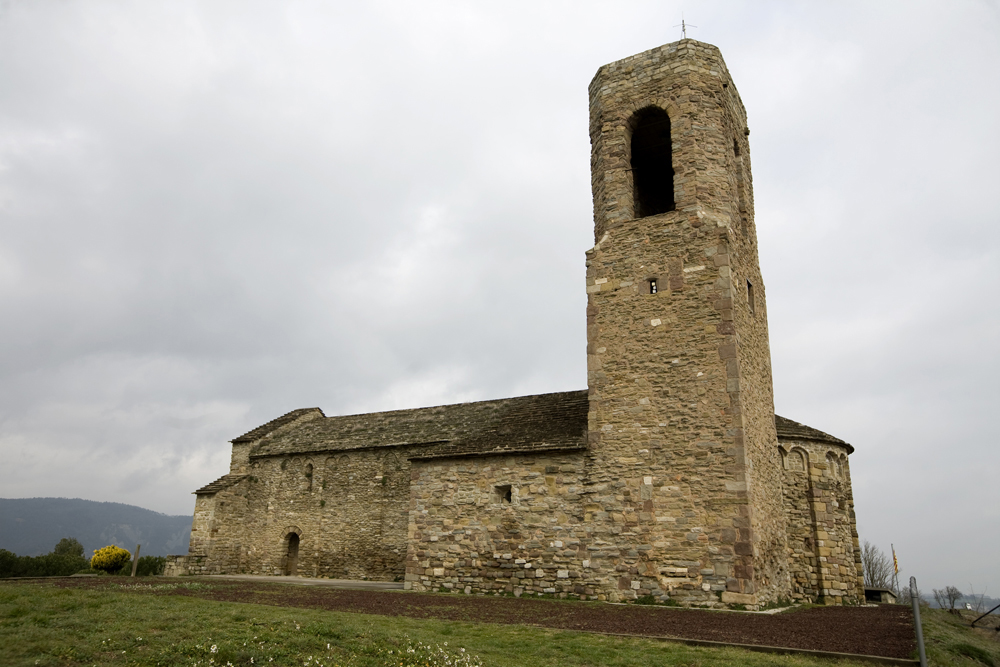
Església de Sant Andreu

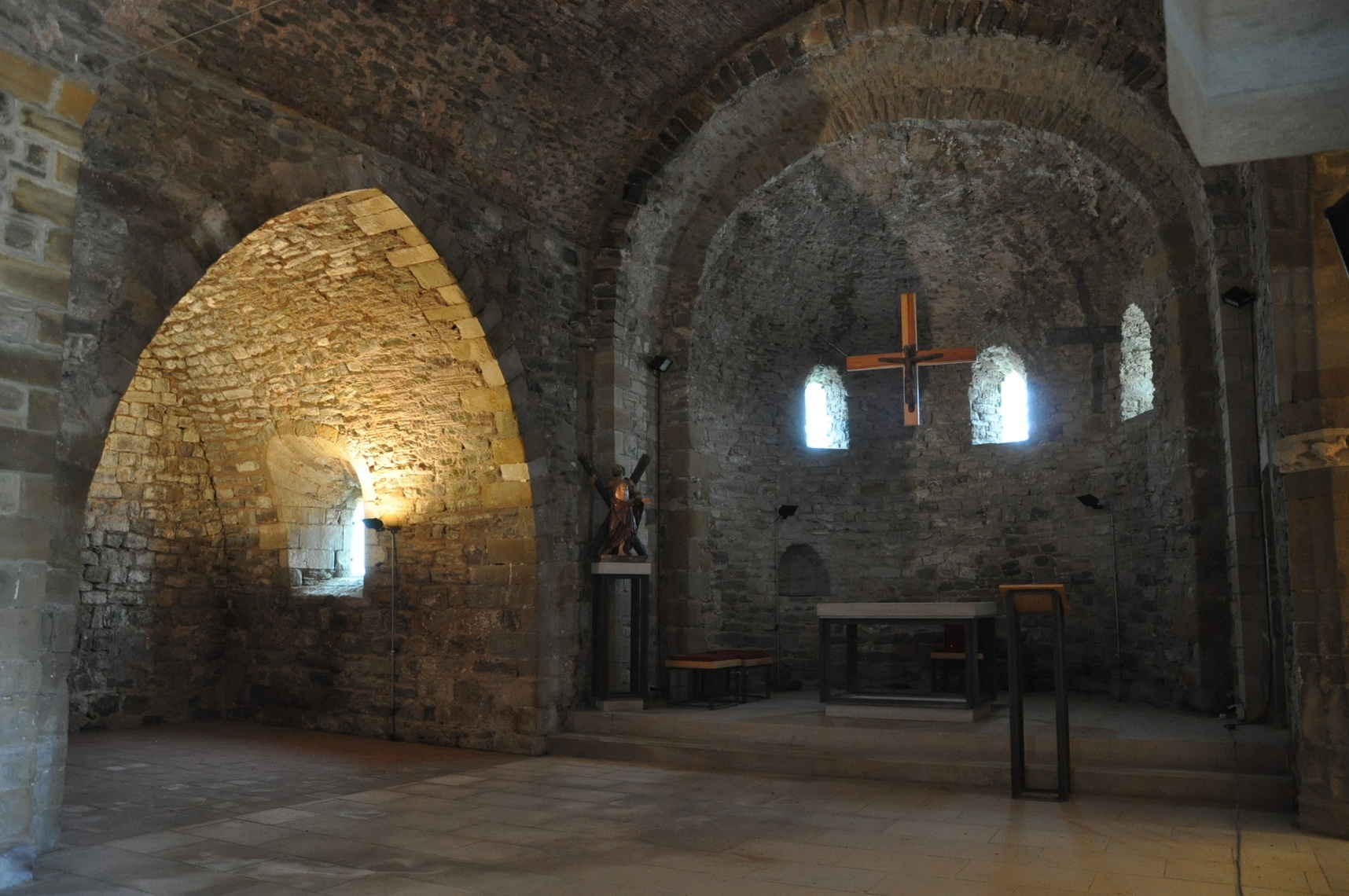
Interior de l'església de Sant Andreu

L'església de Sant Andreu és bàsicament un edifici romànic del segle xi, d'una nau i absis semicircular, ampliat el segle xiii amb una capella a la banda de tramuntana i a principis del XV amb una altra, que forma com un creuer amb l'anterior, a la banda de migdia. Probablement el segle xvii, s'hi va afegir el campanar de torre, amb planta quadrada i cos superior octogonal a l'angle sud-est de l'edificació. El pis superior presenta grans obertures d'arc de mig punt. Està fet amb aparell de carreuons disposats irregularment i agafats amb morter.
L'absis presenta finestres de doble esqueixada obertes en els murs ornats amb lesenes i arcuacions cegues de tipus llombard. Aquest tipus de decoració es prolonga al parament de la nau i a la façana de ponent. Els murs de la nau foren doblats per construir-hi una volta de canó romànica, cosa que fa pensar que inicialment es devia cobrir amb encavallades de fusta. En engruixir els murs es va cegar el portal primitiu al mur de migdia. Aleshores se'n va obrir un altre, al mateix mur, a tocar la capella del segle xv, que ara és l'únic accés a l'església.
Posteriorment, l'església sofrí algunes modificacions, com l'afegit d'una trona a l'interior, o l'obertura a la façana de ponent d'un portal nou, de línies clàssiques, i d'un òcul al damunt, afegits que foren suprimits en la restauració duta a terme als anys 70.
Del castell de Tona, només se'n conserva la torre, edifici rectangular, d'uns 9 m d'alçada, fet amb pedra i calç amb la tècnica de l'encofrat. La planta baixa, coberta amb volta, és de gran alçada. El sector superior, on hi ha algunes filades d'"opus spicatum", està molt erosionat.
Aquesta torre, que antigament era protegida per murs de defensa, es troba separada de la resta del pla per un fossat artificial. És difícil de precisar-ne la data de construcció, que no sembla, però, anterior al segle x.
Entorn de l'església hi ha restes d'antigues edificacions que formaven el nucli inicial del poble de Tona. També se'n veuen a la resta del pla del castell, abans amb murs en els punts de més fàcil accés.

## Història
La primera notícia històrica del castell i de l'església de Sant Andreu situada al seu costat data de l'any 889; quan es va consagrar l'església pel bisbe Gotmar de Vici, es fa explícit que l'església es trobava en el castell de Tona. El domini eminent era en mans dels comtes de Barcelona i, com a tal, Ramon Berenguer III va infeudar el castell al comte Bernat de Besalú, casat amb la seva filla Ximena. Però la manca de fills del matrimoni va fer que el castell tornés a mans del casal de Barcelona. No se sap ben bé quins van ser els feudataris del castell. En un document del 1073, es menciona Arnau de Tona com a vicari i batlle del castell de Tona. A partir del segle xii, els documents presenten la família dels Montcada com a senyors feudals del castell.
L'any 1202, el rei Pere el Catòlic proclama Guillem de Montcada senyor del feu de Tona.
Al final del mateix segle, el castell torna a mans directes del casal de Barcelona. A mitjan s. XIV, quan es va crear el comtat d'Osona, Pere el Cerimoniós va cedir la jurisdicció del castell al vescomte Bernat III de Cabrera, però aquest noble va caure aviat en desgràcia i el castell passà de nou a la corona.
AI principi del s. XV, el rei Martí l'Humà va concedir un règim municipal als habitants del terme del castell, convertint-los així en ciutadans de Barcelona. L'any 1446, el conestable de Portugal va fer enderrocar el castell, ja que era un important bastió durant la guerra remença, però els consellers de Vic s'hi van negar.